# Orjanpuas
Orjanpuas is een waterweg in Zweden, in de gemeente Kiruna en loopt daar evenwijdig aan de Muonio. De stroming van de Muonio wordt hier door een eiland gedeeld over een afstand van nog geen 50 meter in tweeën. De Orjanpuas is de stroom aan het westen, de brede hoofdstroom ligt aan het oosten, voor het grootste deel in Finland.